# دوگانه ( فوتبال)
اصطلاح دوگانه یا دَبِل در فوتبال برای تیم‌هایی کاربرد دارد که موفق شوند دو جام معتبر را در یک فصل کسب کنند. دوگانه‌های جهانی، قاره‌ای و داخلی متفاوت هستند. فاخرترین دوگانه برای تمامی باشگاه‌های دنیا در تمامی قاره‌ها کسب دوگانهٔ قاره‌ای و جام باشگاه‌های فوتبال جهان است. از نگاه بازیکنان و مربیان، اسپانسرها و حامیان مالی و تبلیغاتی دوگانهٔ لیگ قهرمانان اروپا و جام باشگاه‌های جهان گران‌بهاترین دوگانهٔ جهان است. پس از آن جام لیبرتادورس و جام باشگاه‌های فوتبال جهان قرار دارد و هر سال صدها میلیون بیننده تلویزیونی در سراسر جهان دارند. در گذشته که جام باشگاه‌های جهان برگزار نمی‌شد جام بین قاره‌ای فوتبال (جام تویوتا) انجام می‌شد که یک دیدار بین قهرمان اروپا و آمریکای جنوبی بود که در ژاپن برگزار می‌شد.
| دوگانه بر حسب ارزش رقابت‌ها | دوگانه بر حسب ارزش رقابت‌ها         |
| رتبه ارزش افتخار           | جام‌ها بر اساس اعتبار               |
| -------------------------- | ---------------------------------- |
| ۱                          | جام اول قاره‌ای _جام باشگاه‌های جهان |
| ۲                          | جام اول قاره ای _ سوپر جام قاره ای |
| ۳                          | جام دوم قاره ای_ سوپر جام قاره ای  |
| ۴                          | قهرمان لیگ _ قهرمان قاره           |
| ۵                          | قهرمان جام حذفی _قهرمان قاره       |

| سطح رقابتهای داخلی و قاره ای | سطح رقابتهای داخلی و قاره ای | سطح رقابتهای داخلی و قاره ای            |
| رتبه                         | قاره                         | نام کشورها                              |
| ---------------------------- | ---------------------------- | --------------------------------------- |
| ۱                            | اروپا                        | انگلیس، اسپانیا، ایتالیا، آلمان، فرانسه |
| ۲                            | آمریکا ج                     | برزیل، آرژانتین، اروگوئه                |
| ۳                            | افریقا                       | مصر، تونس، مراکش، کنگو                  |
| ۴                            | آسیا                         | سعودی، کره جنوبی، ژاپن، ایران           |
| ۵                            | آمریکا شمالی و مرکزی         | آمریکا، مکزیک، کانادا                   |

| رکوردداران دوگانهٔ جهانی | رکوردداران دوگانهٔ جهانی | رکوردداران دوگانهٔ جهانی |
| رتبه                    | نام باشگاه              | تعداد قهرمانی           |
| ----------------------- | ----------------------- | ----------------------- |
| ۱                       | رئال مادرید             | ۴                       |
| ۲                       | بارسلونا                | ۳                       |
| ۳                       | بایرن مونیخ             | ۲                       |
| ۳                       | کورینتیانس              | ۲                       |

در قاره‌هایی که فقط یک جام برگزار می‌شود دوگانهٔ محبوب و ارزشمند، کسب قهرمانی در لیگ کشور و کسب قهرمانی قاره است.
بارزترین مثالی که می‌شود زد قاره آسیا است. کنفدراسیون فوتبال آسیا با کپی‌برداری از اروپا ۳ جام برگزار می‌کرد ولی به دلایل مختلف که مهم‌ترین آن‌ها مسائل مالی و نبود اسپانسرهای بزرگ بود، دو جام خود را منحل کرد و تمامی تیم‌های مدعی (قهرمانان لیگ و حذفی) همگی تا سال ۲۰۲۴ در یک جام شرکت می‌کردند تا اینکه از فصل ۲۵-۲۰۲۴ به برگزاری سه جام دوباره در دستور کار این فدراسیون قرار گرفت.
در قارهٔ آسیا الهلال عربستان رکورددار دوگانهٔ آسیایی است.
دوگانهٔ داخلی
| رتبهٔ ارزش اعتبار | دوگانهٔ داخلی در تمام کشورهای جهان |
| ---------------- | --------------------------------- |
| ۱                | لیگ داخلی، جام حذفی               |
| ۲                | لیگ داخلی، سوپر جام               |
| ۳                | جام حذفی، سوپر جام                |

نوع دیگری از دوگانه‌ها به دوگانهٔ داخلی معروف هستند که به مسابقات د7اخلی کشورها اشاره دارد و به اعتبار رقابت‌ها ارزش‌گذاری می‌شود. در دوگانهٔ داخلی کسب لیگ و جام حذفی بهترین دبل است.

## دوگانه در آسیا
فوتبال آسیا که دارای دو جام معتبر به نامهای جام باشگاههای آسیا و جام برندگان آسیا بود تصمیم به برگزاری صاحب سوپر جام گرفت ولی برگزاری بدموقع و بدون توجه لازم به قدری ذوق حضور دو تیمی که قهرمان آسیا شده بودند را گرفت که تنها بعد از ۸ دوره ، دو جام لغو شد و اجازه نداد قاره‌ی  آسیا مانند اروپا و آمریکای جنوبی صاحب یک دوگانه‌ی با ارزش شود. آسیا تا سالها به برگزاری یک جام بسنده کرد. فدراسیون فوتبال آسیا در  فصل ۲۵ - ۲۰۲۴ دوباره فرمت مسابقات آسیایی را تغییر داد اما باز هم خبری از سوپر جام نبود از این رو این قاره فاقد دو گانه است. به همین دلیل در آسیا دو گانه‌ی  فاخر از دیر باز  قهرمانی در لیگ داخلی کشورها و قهرمانی در لیگ قهرمانان آسیا می‌باشد.
تنها ۸ تیم موفق به کسب دو گانه قاره ای شدند و این رقابتها فقط ۸ دوره برگزار شد.
| سال  | جام باشگاه‌های آسیا قهرمان | مجموع       | جام برندگان جام آسیا قهرمان | بازی اول | بازی دوم   |
| ---- | ------------------------- | ----------- | --------------------------- | -------- | ---------- |
| ۱۹۹۵ | تای‌فارمرز بانک            | ۳–۴         | یوکوهاما فلگلز              | ۱–۱      | ۲–۳        |
| ۱۹۹۶ | چئونان ایلهوا چونما       | ۶–۳         | بلمار هیراتسوکا             | ۵–۳      | ۱–۰        |
| ۱۹۹۷ | پوهانگ استیلرز            | ۱–۲         | الهلال                      | ۰–۱      | ۱–۱        |
| ۱۹۹۸ | پوهانگ استیلرز            | ۱–۱ (گ.ز.)  | النصر                       | ۱–۱      | ۰–۰        |
| ۱۹۹۹ | جوبیلو ایواتا             | ۲–۲ (گ.ز.)  | الاتحاد                     | ۱–۰      | ۱–۲        |
| ۲۰۰۰ | الهلال                    | ۳–۲         | شیمیزو اس-پالس              | ۲–۱      | ۱–۱        |
| ۲۰۰۱ | سوون سامسونگ بلووینگز     | ۴–۳         | الشباب                      | ۲–۲      | ۲–۱        |
| ۲۰۰۲ | سوون سامسونگ بلووینگز     | ۱–۱ (۴–۲ پ) | الهلال                      | ۱–۰      | ۰–۱ (و.ا.) |

## ایران(دوگانه)
کسب دو جام در یک فصل در باشگاه‌های ایران نخستین بار توسط استقلال تهران در دههٔ ۱۳۳۰ خورشیدی رقم خورد. در سال ۱۳۴۱  دارایی تهران دومین تیمی بود که موفق به انجام آن شد. بهترین و  ارزشمندترین دو گانه‌ی فوتبال ایران را استقلال تهران بدست آورده است.  استقلال یکبار در سال ۱۹۷۰ دوگانه‌ی (باشگاههای ایران، باشگاه‌های آسیا)  را بدست آورد . در سال ۱۹۹۰  میلادی استقلال موفق به تکرار این افتخار شد. دو سال بعد ( ۱۹۹۲)  پاس تهران هم با قهرمانی در لیگ ایران و باشگاههای آسیا به این افتخار بزرگ دست یافت. 
تذکر( پرسپولیس که در سال ۱۹۹۰ قهرمان جام در جام آسیا شد به دلیل نایب قهرمانی در لیگ ایران به این رقابت‌ها راه یافته بود چرا که به بهانه‌ی شلوغ بودن تقویم تیم ملی جام حذفی در آن فصل برگزار نشد)
در دوگانهٔ داخلی، پرسپولیس تهران سه دوره (۱۳۷۸ ،  ۱۳۹۷ ، ۱۴۰۲)  و  سایپا یک دوره (۱۳۷۸) موفق به کسب بهترین دوگانهٔ داخلی (لیگ و جام حذفی) شدند.
در فوتبال ایران تیم‌های استقلال تهران، ملوان انزلی، پرسپولیس تهران و پاس بیش از یکبار موفق به کسب دو گانه شدند.
اسامی تیم‌هایی که موفق به کسب دوگانه شدند.
ارزش گذاری
| تیم           | ارزش دو گانه |
| استقلال تهران | ⭐️⭐️⭐️       |
| پاس تهران     | ⭐️⭐️⭐️       |
| پرسپولیس      | ⭐️⭐️         |
| سایپا         | ⭐️⭐️         |
| فولاد خوزستان | ⭐️⭐️         |
| ذوب آهن       | ⭐️⭐️         |
| صبا قم        | ⭐️⭐️         |
| ملوان انزلی   | ⭐️⭐️         |
| دارایی تهران  | ⭐️⭐️         |
| جم آبادان     | ⭐️           |
| شاهین اهواز   | ⭐️           |
| پیکان تهران   | ⭐️           |
| آریا مشهد     | ⭐️           |
| تراکتور تبریز | ⭐️           |